# Aziz Hlali
 (juillet 2012).
 (novembre 2015).
Azize Hlali, né le 7 décembre 1989, est un Nak Muay franco-marocain; il évolue en -65 kg. Né à Paris, il commence très rapidement la Boxe dès ses 12 ans grâce à son frère qui lui a conseillé d'en faire, cette discipline fait à base d'agilité de rapidité et de coups, lui plaît vraiment, il progresse très vite et entre directement dans le domaine "Boxe Thaï Professionnelle il vit actuellement à Bordeaux et s’entraîne aux Chartrons, il est le référent du club. Il fait égalité contre Super X lors du Time Fight 3 (2013). Il a participé au THAI FIGHT 2013 ou il a perdu en demi-finale contre Fahmongkol.

## Titres
- Champion de France Elite -63,5 kg 2010
- Il a remporté en avril 2011 par KO la ceinture de Champion d'Europe WPMF -65 kg contre l'Espagnol Daniel Rivera Garcia[3].
- 2011: Champion d’Europe WPMF
- 2012: Ceinture Time Fight 2 (vs Bobo Sacko)[4].

## Disciplines
- Muay thai
- K1
- Kick-boxing